# 王儒贵
王儒贵（1955年—），男，回族，宁夏吴忠人，中华人民共和国政治人物，曾任宁夏回族自治区银川市委副书记、银川市人民政府市长、第十一届全国人民代表大会宁夏地区代表。

## 生平
毕业于宁夏农学院园林专业。2008年起担任全国人大代表。